# Hỏa hoạn tàu hỏa Pakistan 2019
Vào ngày 31 tháng 10 năm 2019, một chuyến tàu chở khách đi từ Karachi đến Rawalpindi, Pakistan đã bốc cháy. Ít nhất 74 người đã thiệt mạng. Có thể nguyên nhân là do một vụ nổ của bếp ga xách tay được một số hành khách sử dụng trái phép để nấu ăn trên tàu.

## Vụ tai nạn
Vụ tai nạn xảy ra lúc 06:30 giờ địa phương (01:30 UTC), trên chuyến tàu chở khách tốc hành Tezgam đi từ Karachi đến Rawalpindi khi tàu đang ở Liaquatpur Tehsil, huyện Rahim Yar Khan, tỉnh Punjab. Hai bếp ga nổ tung, đốt cháy tàu. Ba toa tàu bị phá hủy. Nhiều nạn nhân đã chết vì tàu đang di chuyển, không dừng lại cho đến khoảng 20 phút sau khi đám cháy bùng phát. Một số người bị bắt trong vụ cháy không thể xác định được ngay lập tức, các xét nghiệm DNA sẽ cần thiết để xác nhận danh tính nạn nhân. Ít nhất 74 người đã thiệt mạng, và ít nhất 43 người bị thương, mười một người nguy kịch. Việc sử dụng bếp ga xách tay trên tàu hỏa ở Pakistan là một hành vi bất hợp pháp nhưng thường người ta lờ đi. Các báo cáo khác cho thấy một sự cố điện là nguyên nhân của vụ cháy. Chuyến tàu chở 933 người, với 207 người trong ba toa tàu bị ảnh hưởng.
Mười xe cứu hỏa đã được điều đến hiện trường. Quân đội của Quân đội Pakistan hỗ trợ chiến dịch giải cứu. Những người bị thương nặng nhất đã được đưa tới bệnh viện ở Bahawalpur và Multan. Những người có vết thương ít nghiêm trọng hơn được điều trị tại Các bệnh viện ở Liaquatpur và Rahim Yar Khan. Một đoàn tàu khác đã được phái đi để giải cứu hành khách bị mắc kẹt và đưa họ đến Rawalpindi. Một số người sống sót đã bác bỏ ý kiến cho rằng bếp lửa là nguyên nhân, cho rằng vụ cháy là do lỗi điện.Trong chuyến tàu. Vụ tai nạn nghiêm trọng nhất ở Pakistan trong hơn 15 năm qua, vụ tai nạn đường sắt Ghotki đã giết chết hơn 100 người vào năm 2003.